# Ermanno di Eppenstein
Ermanno di Eppenstein (... – 1087) fu un anti-vescovo di Passavia dal 1085 alla morte.

## Biografia
Ermanno di Eppenstein, figlio del duca di Carinzia Markwart IV, proveniva dalla potente stirpe degli Eppenstein. I suoi primi due fratelli furono duchi di Carinzia, il terzo
fu abate di San Gallo e successivamente anche patriarca di Aquilea.
Nell'aprile 1085 i vescovi rimasti fedeli all'imperatore Enrico IV lo nominarono vescovo al sinodo di Magonza e dichiararono deposto il vescovo di Passavia Altmann, fedele al papa. Altmann dovette poi fuggire da Passavia, dove Ermanno fu accolto con gioia dai suoi sostenitori.
Nel 1086, un anno dopo, Ermanno fu scomunicato dall'arcivescovo Gebeardo di Salisburgo, dal vescovo Altmann di Passavia e dal vescovo Meginward di Frisinga.
Sul letto di morte, nel 1087, Ermanno sembra che si pentì di aver spodestato Altmann e chiese di essere liberato dalla scomunica. Di conseguenza, sembra anche che gli abbia restituito le insegne episcopali. I suoi seguaci credevano che questo comportamento fosse un delirio dovuto alla febbre.
Essendo anti-vescovo, non è presente negli elenchi dei vescovi di Passavia.